# Lorena Díaz Núñez
Lorena Patricia Díaz Núñez (Ciudad de México, 31 de enero de 1954) es una historiadora mexicana, investigadora musical e intérprete de flautas de pico.

## Trayectoria
Es maestra en Historia por la Facultad de Filosofía y Letras de la Universidad Nacional Autónoma de México. Estudió en Italia, flauta de pico, con Ezequiel Recondo y Gianluigi Gamba, y pintura en la Academia de Bellas Artes, Pinacoteca Brera. En México formó con Xavier Bermúdez Bañuelos, Denia Díaz Núñez y Luis Emilio Rodríguez Carrington el Consorcio de Música Antigua.
Es miembro fundador del grupo Tempore (1978-1988), junto a María Díez-Canedo Flores, Denia Díaz Núñez y Gabriela Villa Walls, el cual, fue el primer grupo profesional de música antigua en México integrado solo por mujeres.
En 1989 Lorena Díaz Núñez es miembro fundador del grupo Euterpe (1989-1996) junto con Denia Díaz Núñez, con la colaboración de Isabell Villey, Ana Margules, Lourdes Ambriz y Fidelia Sánchez; posteriormente se integrarían al grupo Martha Molinar, Beata Kukabska, Noemí Brikman y David Ball. Una de las características de Euterpe fue unir la danza a sus programas, con bailarines como Bob Skiba, Alan Jones, Esperanza Escamilla y Lourdes Cabrera.
En 1990 ingresó al Centro Nacional de Investigación, Documentación e Información Musical (CENIDIM), en ese entonces adscrito al Instituto Nacional de Bellas Artes.
Se ha dedicado a estudiar la vida y la obra del compositor michoacano Miguel Bernal Jiménez (1910-1956), desde la óptica de la nueva historia cultural. Su línea de investigación abarca la cultura de la música sacra católica mexicana en la primera mitad del siglo XX.

## Distinciones
- 2010 recibió el Premio Nacional Raúl Guerrero al Mejor Producto de Difusión del Patrimonio Musical.[6]

## Publicaciones
- “La sinfonía-poema México de Miguel Bernal Jiménez: un lienzo histórico” en Música e identidades: una lectura interdisciplinaria, María José Sánchez Usón, Mara Lioba Juan-Carbajal, Gonzalo Castillo Ponce, coordinadores, México: Plaza y Valdes/UAZ, 2016.[4]
- “El chueco: un paisaje urbano en movimiento”, México: CENIDIM-INBA/Conservatorio de las Rosas, 2014.
- “¿Música sacra en el México revolucionario?”, en Y la música se volvió mexicana, Rodolfo Palma coordinador, México: INAH, Testimonio Musical de México 51, 2010.
- “Nova et vetera: un acercamiento a la música sacra católica del siglo XX” en La música de México. Panorama del siglo XX, Aurelio Tello coordinador, México: FCE/Conaculta, Biblioteca mexicana, 2009.
- “The Presence of Miguel Bernal Jiménez in the Fiftieth Anniversary of the Coronation of the Virgin of Guadalupe” en Religion as art. Guadalupe, Orishas and Sufi, Steve Loza traductor y editor, Albuquerque, Nuevo México, Estados Unidos: Universidad de Nuevo México, 2009.
- “Miguel Bernal Jiménez y el nacionalismo hispano” en Michoacán: música y músicos, Álvaro Ochoa editor, México: Gobierno del Estado de Michoacán/El Colegio de Michoacán, 2007.
- Como un eco lejano... La vida de Miguel Bernal Jiménez, Francisco Curt Lange prólogo, México: INBA/CENIDIM-Conaculta, Conservatorio de las Rosas, Ríos y raíces, 2003.
- Lucca Conti, “Introducción al ‘sonido 13’ de Julián Carrillo”, Lorena Díaz Núñez traducción en Heterofonía, núm. 123, julio-diciembre, 2000.
- Miguel Bernal Jiménez: catálogo y otras fuentes documentales, México: INBA, 2000.
- “Catálogo y escritos musicales de Miguel Bernal Jiménez”, en Diccionario de la música española e hispanoamericana, Madrid: SGAE, 2000.
- “Miguel Bernal Jiménez: In memoriam”, Lorena Díaz Núñez introducción y notas,en Heterofonía, núm. 118-119, enero-diciembre, 1998.
- “Fonografía selecta de Miguel Bernal Jiménez” en Heterofonía, núm. 114-115, enero diciembre, 1996.
- “El paisaje urbano de 1950 visto por Miguel Bernal Jiménez” en Heterofonía, núm. 114-115, enero diciembre, 1996.
- “Presencias de Miguel Bernal Jiménez en Schola Cantorum”, en Cinco siglos de música en México: IV Festival Internacional de Música, Morelia, Programa general, junio, 1992